# Estação ferroviária de Murska Sobota
Estação ferroviária de Murska Sobota (em esloveno:  Železniška postaja Murska Sobota) serve o município de Murska Sobota, na Eslovénia. Foi inaugurado em 1924.
Em 29 de janeiro de 2010, o primeiro memorial do Holocausto na Eslovénia foi inaugurado na estação. É dedicado ao exílio de judeus da região de Prekmurje.